# Darío Segovia
Darío Segovia Castagnino (1932. március 18. – 1994. január 20.) paraguayi labdarúgóhátvéd.

## Pályafutása
A Sol de América labdarúgója volt.
1955 és 1959 között kilenc alkalommal szerepelt a paraguayi válogatottban. Részt vett az 1958-as svédországi világbajnokságon.